# Tipula (Yamatotipula) glendenningi
Tipula (Yamatotipula) glendenningi is een tweevleugelige uit de familie langpootmuggen (Tipulidae). De soort komt voor in het Nearctisch gebied.